# Kollektivhuset Lundagård

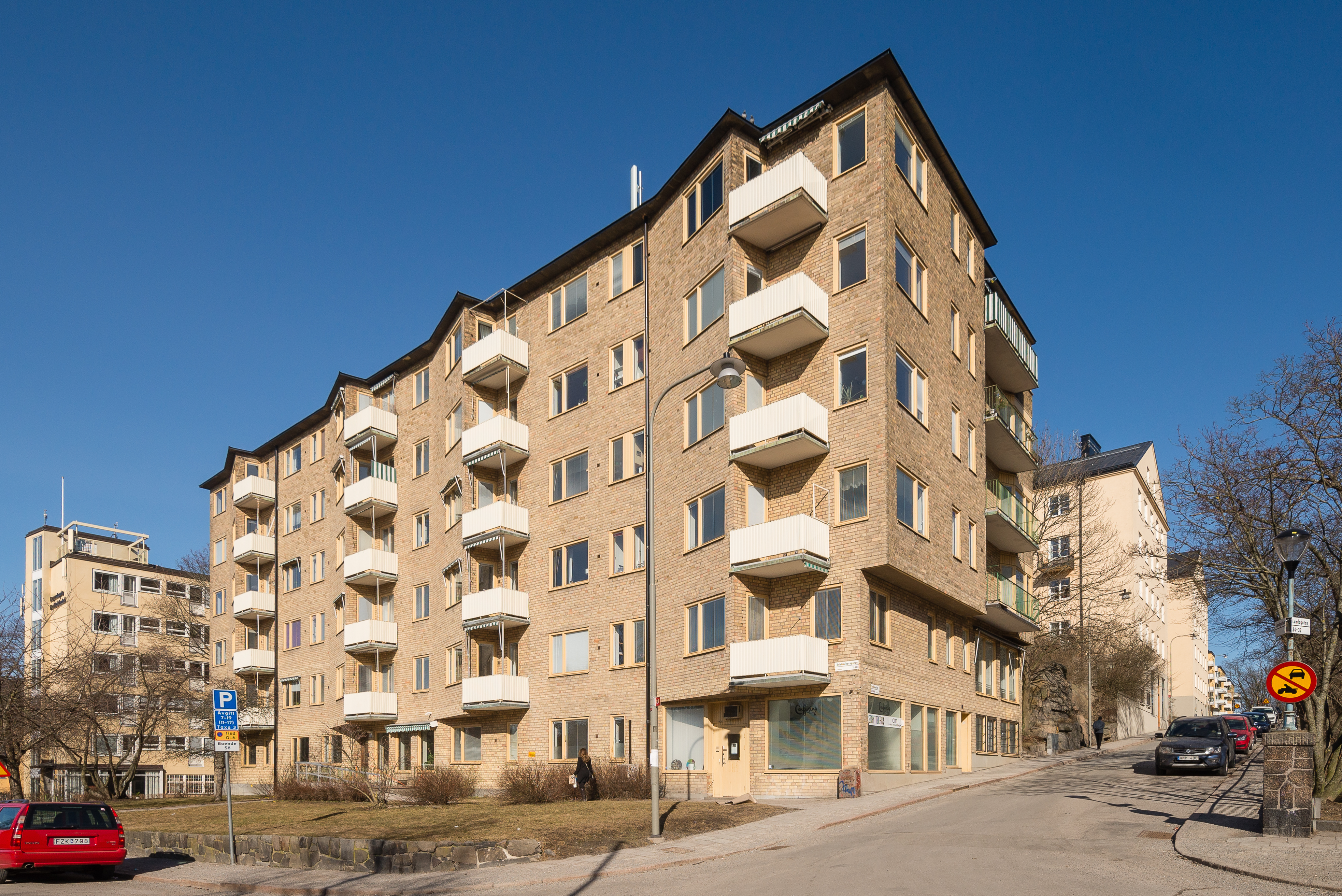
Byggnaden i mars 2018.

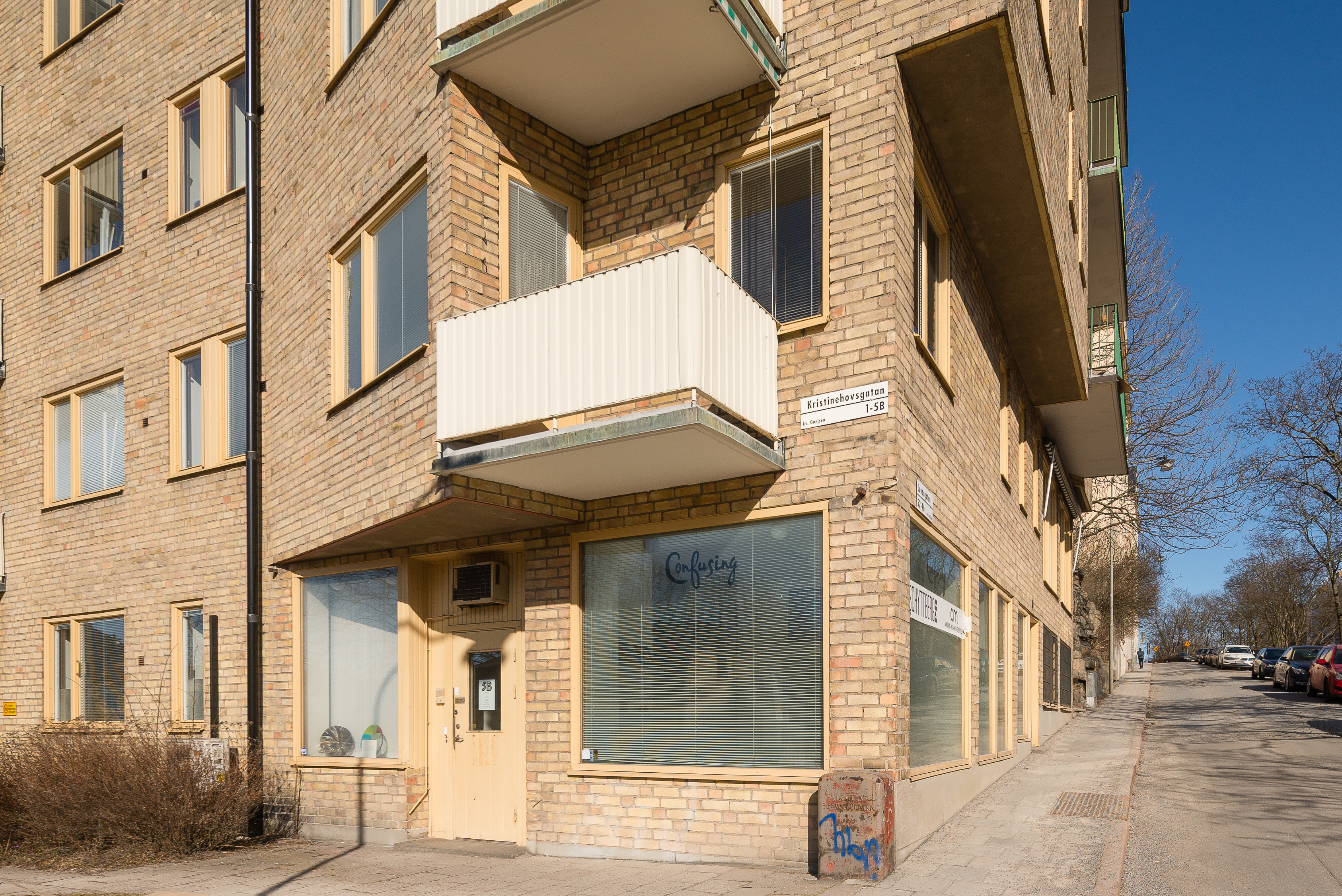
Fasaden med burspråk och balkonger.

Kollektivhuset Lundagård är ett bostadshus och tidigare kollektivhus på Kristinehovsgatan 5 (tidigare Gubbhusgatan 5−9) på Södermalm i Stockholm. Byggnaden ligger i kvarteret Gnejsen och utgör fastigheten Gnejsen 4.
Huset byggdes 1941 av en stiftelse som via ett aktiebolag hyrde ut lägenheterna till yrkesarbetande kvinnor, med eller utan familj. Flera kategorihus av denna typ, exempelvis Kvinnornas hus, YK-huset och Elfvinggården, hade byggts i slutet av 1930-talet, uppmuntrade av bland andra Alva Myrdal och Svenska Slöjdföreningen. 
Fastigheten uppfördes av storbyggmästaren Olle Engkvist och stod färdig 1941. Intresset var stort och femtiotal hyresgäster blev utan lägenhet. Hyresgästerna betalade en viss insats genom att köpa aktier i bostadsbolaget som ägde fastigheten, varvid hyran kunde reduceras. Hyresgästerna ansvarade själva för det inre underhållet i lägenheterna.
Huset som ritades av arkitekten Albin Stark innehöll 67 lägenheter, 1−3 rum och kök, i storleken 24−66 kvadratmeter. Huset var ursprungligen försett med centralkök, restaurang och två mathissar. Samtliga lägenheter var försedda med en lokaltelefon till restaurangen. Från början fanns inget mattvång. Restaurangen gick dock med förlust och 1945 byggdes restaurangen om till kontor för uthyrning. Mathissarna monterades senare ned och ytorna blev garderober i lägenheterna.
Huset hade från början även en storbarnkammare för tio barn, en tidig form av barndaghem, samt samlingsrum och butik. Vidare fanns tre lägenheter avsedda för städpersonal som städade fastighetens gemensamma ytor och lägenheterna mot en extra avgift. 
Fastigheten överläts 1993 till en bostadsrättsförening. 